# 安东内拉·布拉加利亚
安东内拉·布拉加利亚（義大利語：Antonella Bragaglia，1973年2月4日—），意大利前女子排球运动员。她曾代表意大利国家队参加2000年夏季奥林匹克运动会排球比赛，结果获得第九名。